# Bàdminton als Jocs Olímpics d'estiu de 1992
Als Jocs Olímpics d'Estiu de 1992 celebrats a la ciutat de Barcelona (Catalunya) es disputaren quatre proves de bàdminton, dues en categoria masculina i dues en categoria femenina, tant en individual com en dobles. Aquesta fou la primera vegada que aquest esport formava part del programa oficial dels Jocs, havent estat considerat esport de demostració en dues ocasions anteriorment.
Les proves es disputaren entre el 28 de juliol i el 4 d'agost al Pavelló de la Mar Bella. Hi participaren un total de 177 jugadors, entre ells 93 homes i 84 dones, d'36 comitès nacionals diferents.

## Resum de medalles

### Categoria masculina
| Prova              | Or                                        | Argent                               | Bronze                                 | Bronze                             |
| Individual Detalls | Alan Budikusuma                           | Ardy Wiranata                        | Thomas Stuer                           | Hermawan Susanto                   |
| Dobles Detalls     | Corea del SudKim Moon-Soo · Park Joo-bong | IndonèsiaEddy Hartono · Rudy Gunawan | R.P. de la XinaLi Yongbo · Tian Bingyi | MalàisiaRazif Sidek · Jalani Sidek |

### Categoria femenina
| Prova              | Or                                            | Argent                                    | Bronze                                    | Bronze                               |
| Individual Detalls | Susi Susanti                                  | Bang Soo-hyun                             | Huang Hua                                 | Tang Jiuhong                         |
| Dobles Detalls     | Corea del SudHwang Hye-young · Chung So-young | R.P. de la XinaGuan Weizhen · Nong Qunhua | Corea del SudGil Young-ah · Shim Eun-jung | R.P. de la XinaLin Yan Fen · Yao Fen |

## Medaller
| Posició | País            | Or | Argent | Bronze | Total |
| 1       | Indonèsia       | 2  | 2      | 1      | 5     |
| 2       | Corea del Sud   | 2  | 1      | 1      | 4     |
| 3       | R.P. de la Xina | 0  | 1      | 4      | 5     |
| 4       | Dinamarca       | 0  | 0      | 1      | 1     |
| 4       | Malàisia        | 0  | 0      | 1      | 1     |